# Stratton (Mondkrater)
Stratton ist ein Einschlagkrater auf der Mondrückseite.
Der Krater Stratton liegt südlich des Mondäquators auf der erdabgewandten Seite, südöstlich des riesigen Kraters Mendellev, nördlich der beiden größeren Krater Keeler und Heaviside. In nördlicher Richtung trifft man auf den vergleichbar großen Dewar.
Die Entstehungszeit des Kraters wird der nektarischen Periode zugerechnet.
Stratton hat sechs Nebenkrater:
| Buchstabe | Position           | Durchmesser | Link |
| --------- | ------------------ | ----------- | ---- |
| F         | 5,48° S, 167° O    | 20 km       |      |
| K         | 7,24° S, 165,73° O | 41 km       |      |
| L         | 7,17° S, 165,23° O | 16 km       |      |
| Q         | 6,21° S, 163,91° O | 13 km       |      |
| R         | 6,64° S, 163,04° O | 17 km       |      |
| U         | 5,19° S, 162,49° O | 13 km       |      |

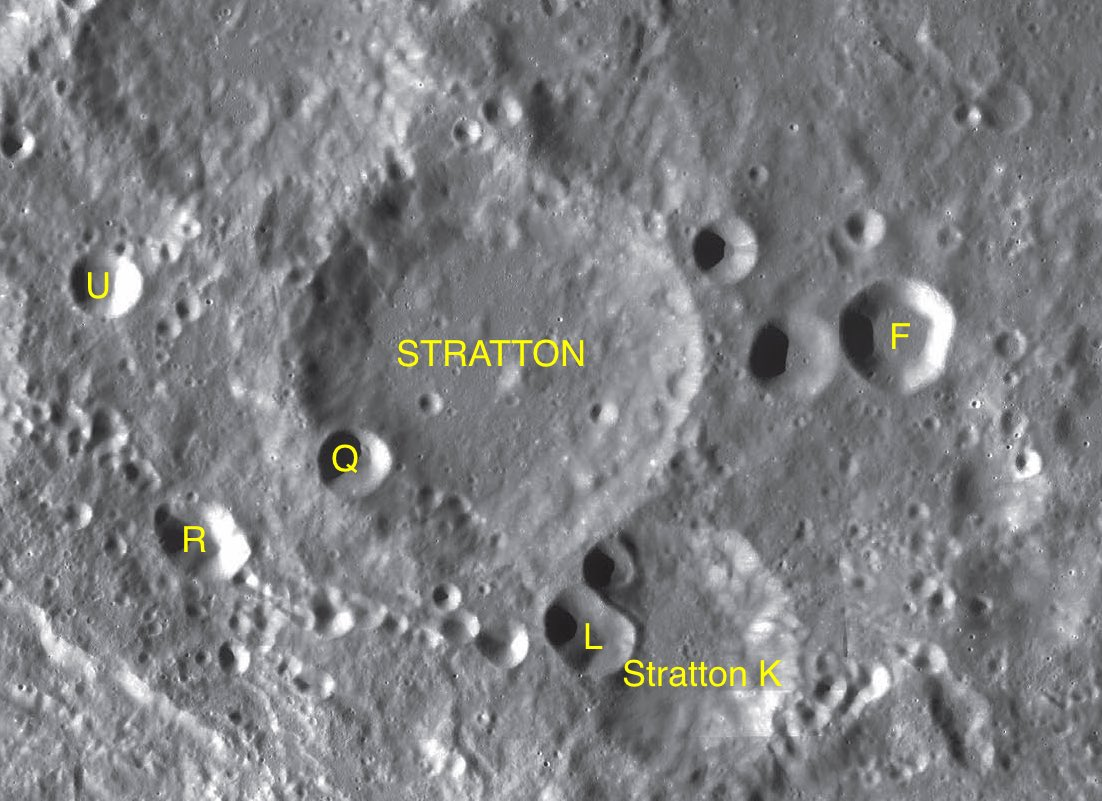
Stratton mit seinen Nebenkratern

Der Krater wurde 1970 von der IAU offiziell nach dem britischen Astrophysiker Frederick J. M. Stratton benannt.